# Eschweilera andina
Eschweilera andina är en tvåhjärtbladig växtart som beskrevs av James Francis Macbride. Eschweilera andina ingår i släktet Eschweilera och familjen Lecythidaceae. Inga underarter finns listade i Catalogue of Life.